# Else Berg
Pour les articles homonymes, voir Berg.
Else Berg, née le 19 février 1877 à Ratibor en Haute-Silésie (aujourd'hui Racibórz en Pologne) et morte le 19 novembre 1942 à Auschwitz, est une peintre néerlandaise.

## Biographie
Else Berg est la plus jeune enfant de Jakob Berg, propriétaire de la fabrique de cigares de Ratibor. Elle étudie la peinture à Paris avec Henri Le Fauconnier, puis à partir de 1900 à l'Université des arts de Berlin avec Arthur Kampf. 
À Berlin, elle rencontre le peintre néerlandais Mommie Schwarz. Ensemble, ils partent pour les Pays-Bas en 1911, où Else Berg devient membre de l'école de Bergen. En 1920, elle épouse Mommie Schwarz et le couple s'installe à Amsterdam.
Au début de l'occupation des Pays-Bas par la Wehrmacht en 1939, ils refusent de porter l'Étoile jaune. Ils sont alors emprisonnés dans le camp de transit de Westerbork, déportés à Auschwitz et assassiné à leur arrivée le 19 novembre 1942.
Les œuvres d'Else Berg montrent des influences du cubisme et du luminisme. Elles comprennent des paysages, des nus, des portraits et des natures mortes. Beaucoup de ses œuvres se trouvent au Stedelijk Museum Alkmaar.

## Galerie

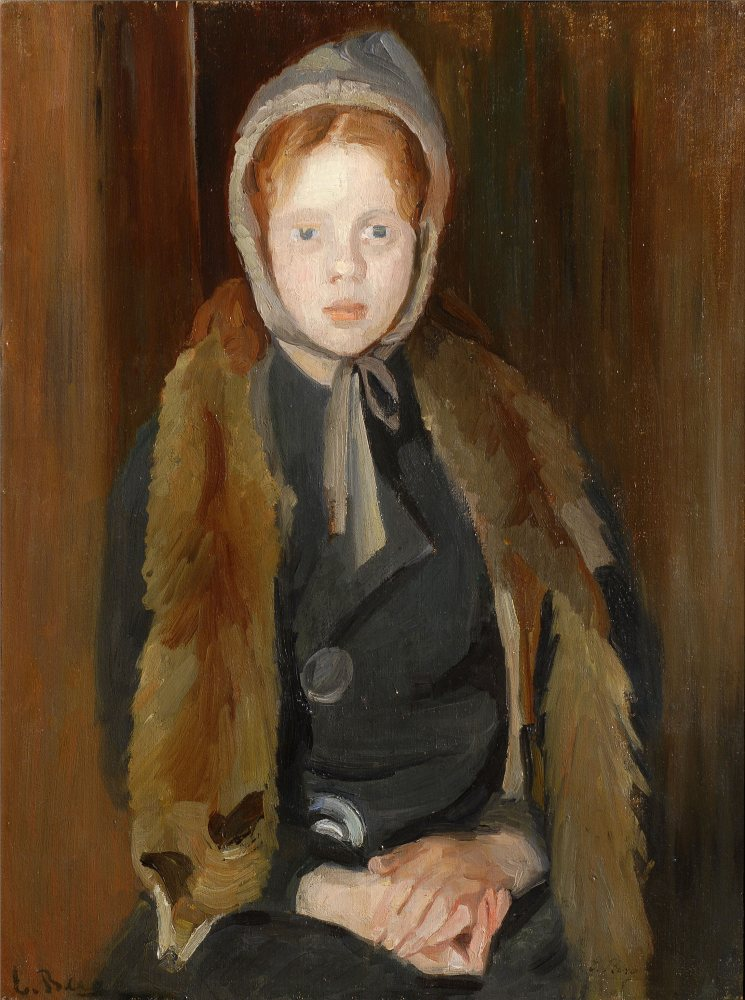
Fille au renard, v. 1905
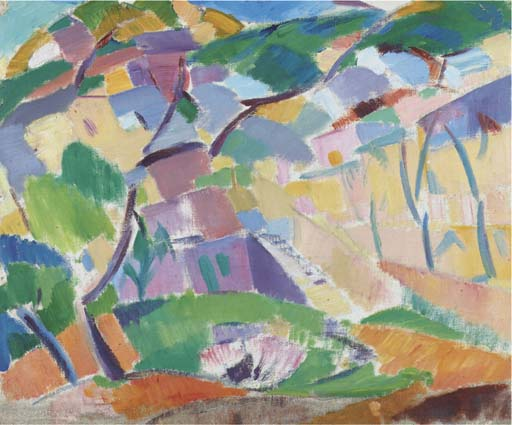
Mallorca, 1914.
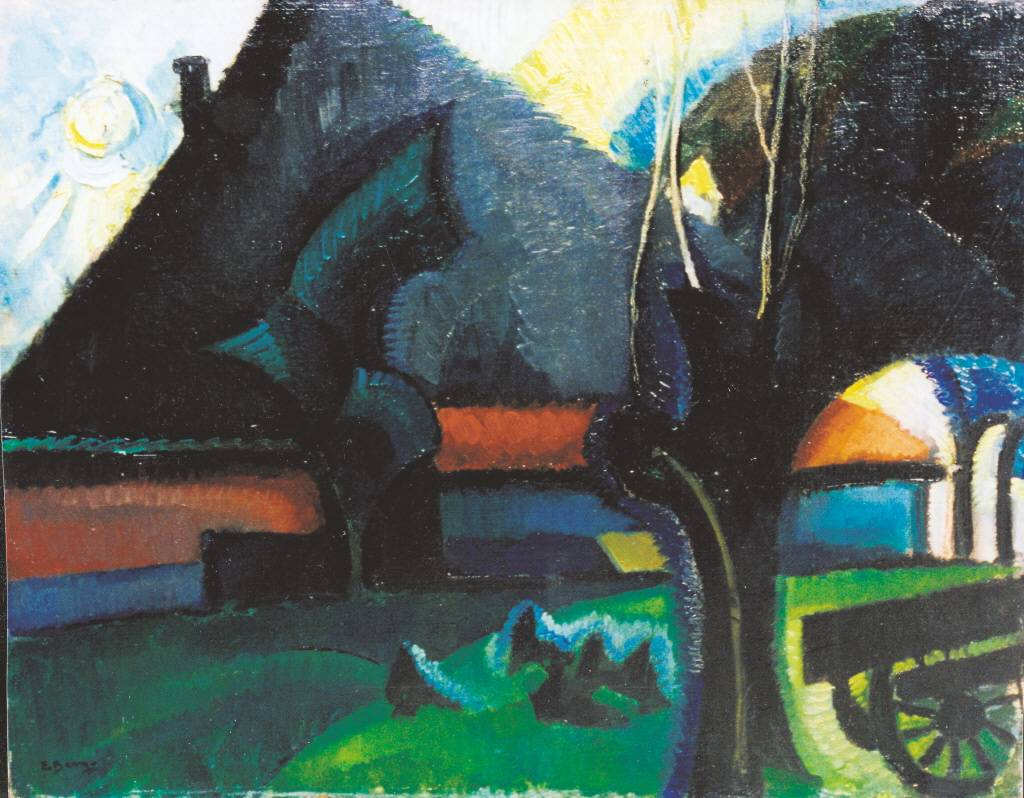
Boerderij in Schoorl, 1915.
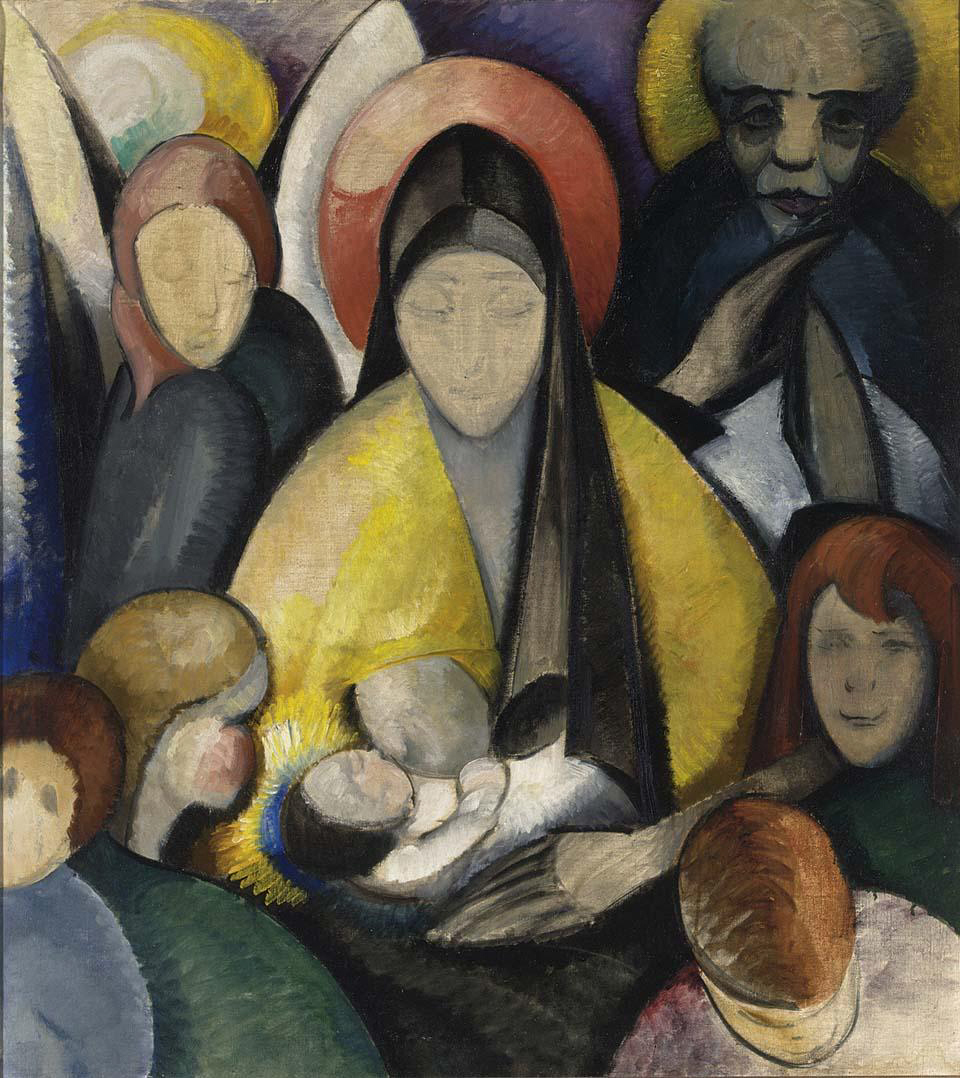
Composition no 2, vers 1920.
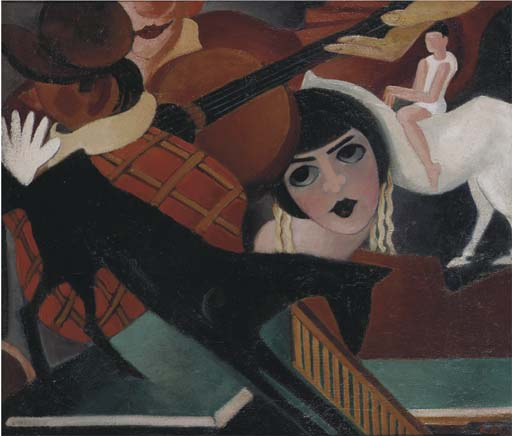
Circus met gitaar, v. 1929
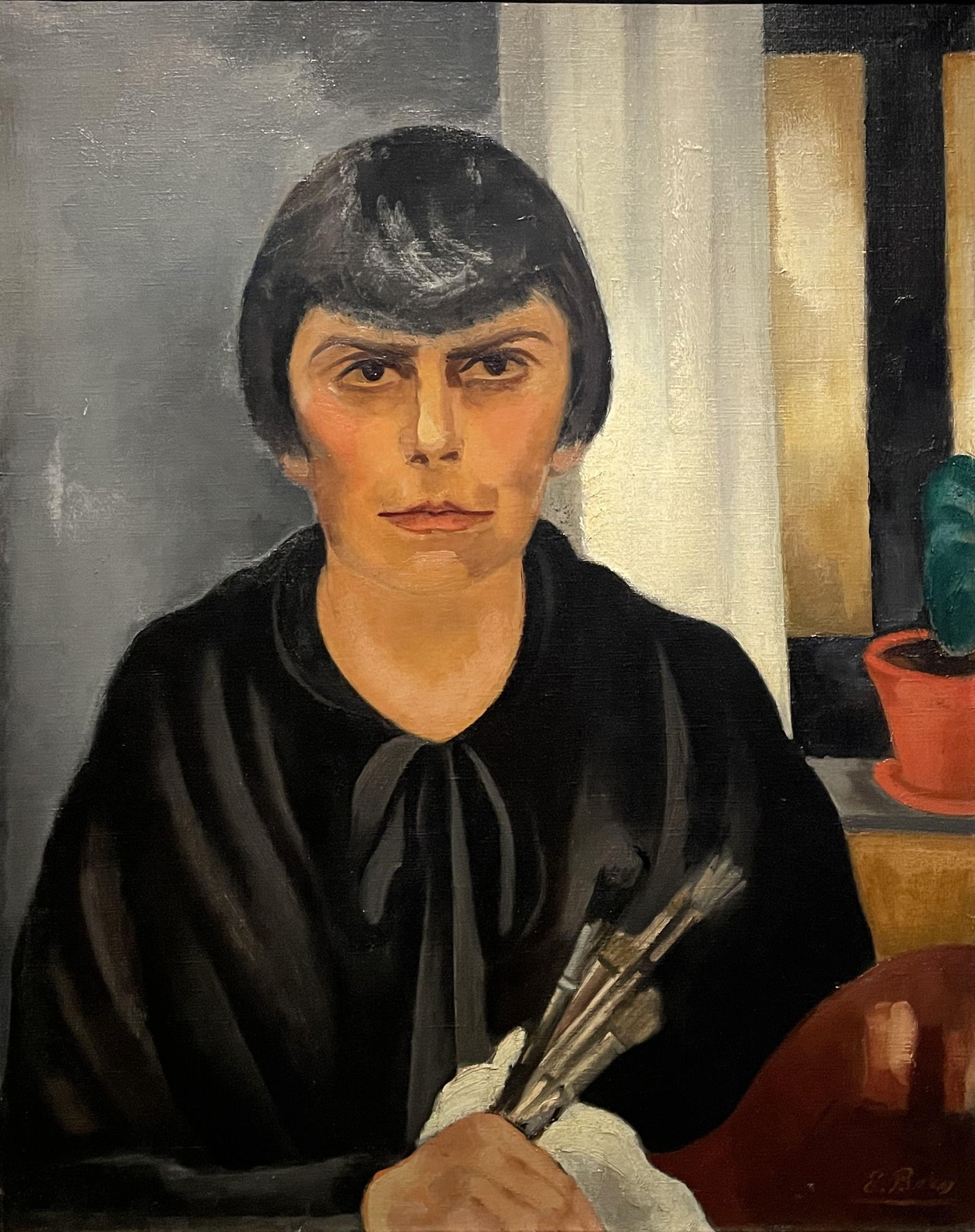
Autoportrait, 1929
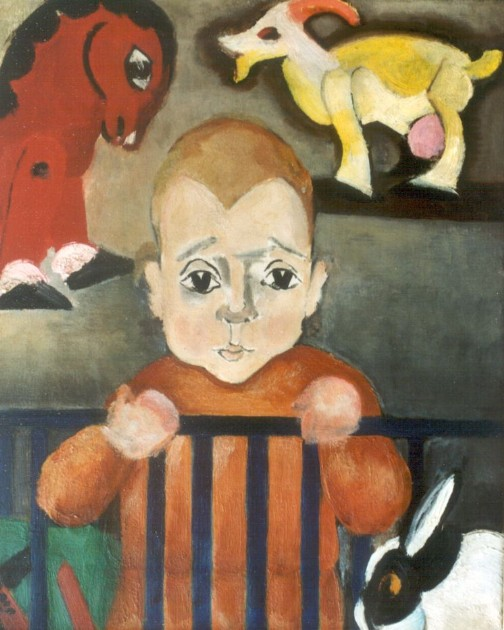
Jongen met speelgoeddieren, vers 1930
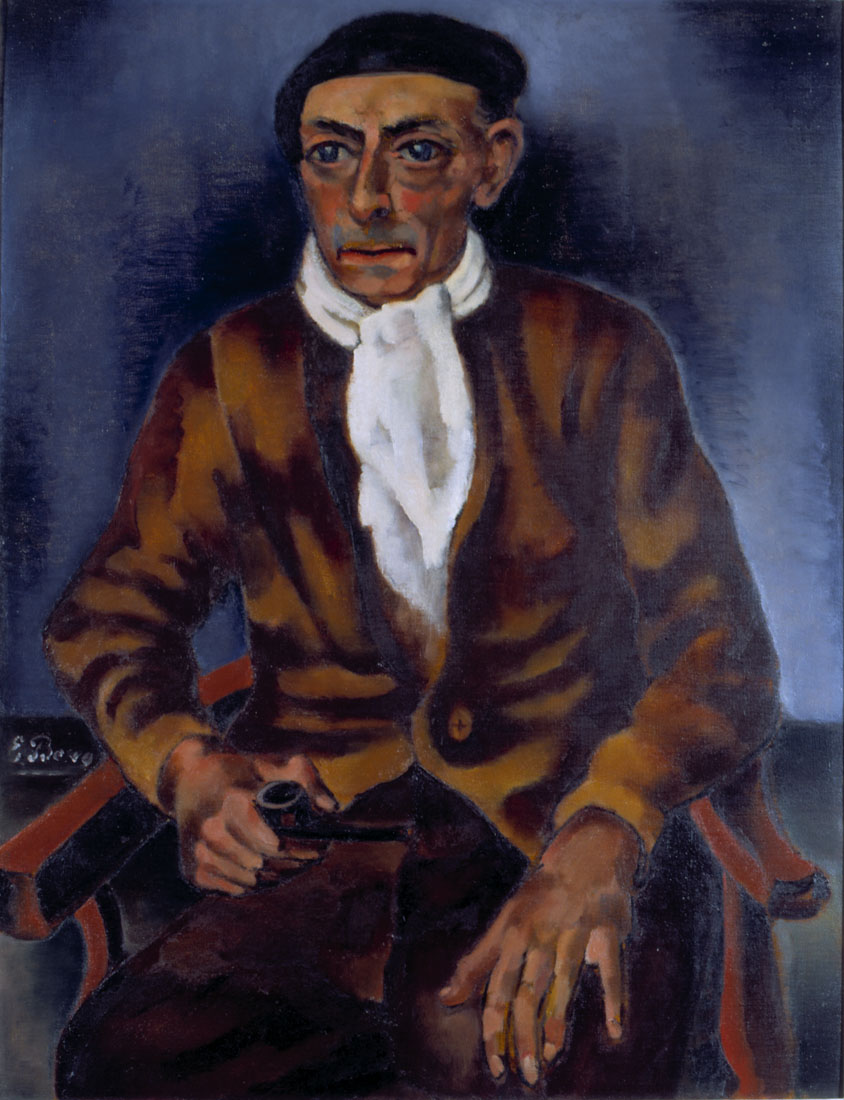
Portrait of Mommie Schwarz, 1936.

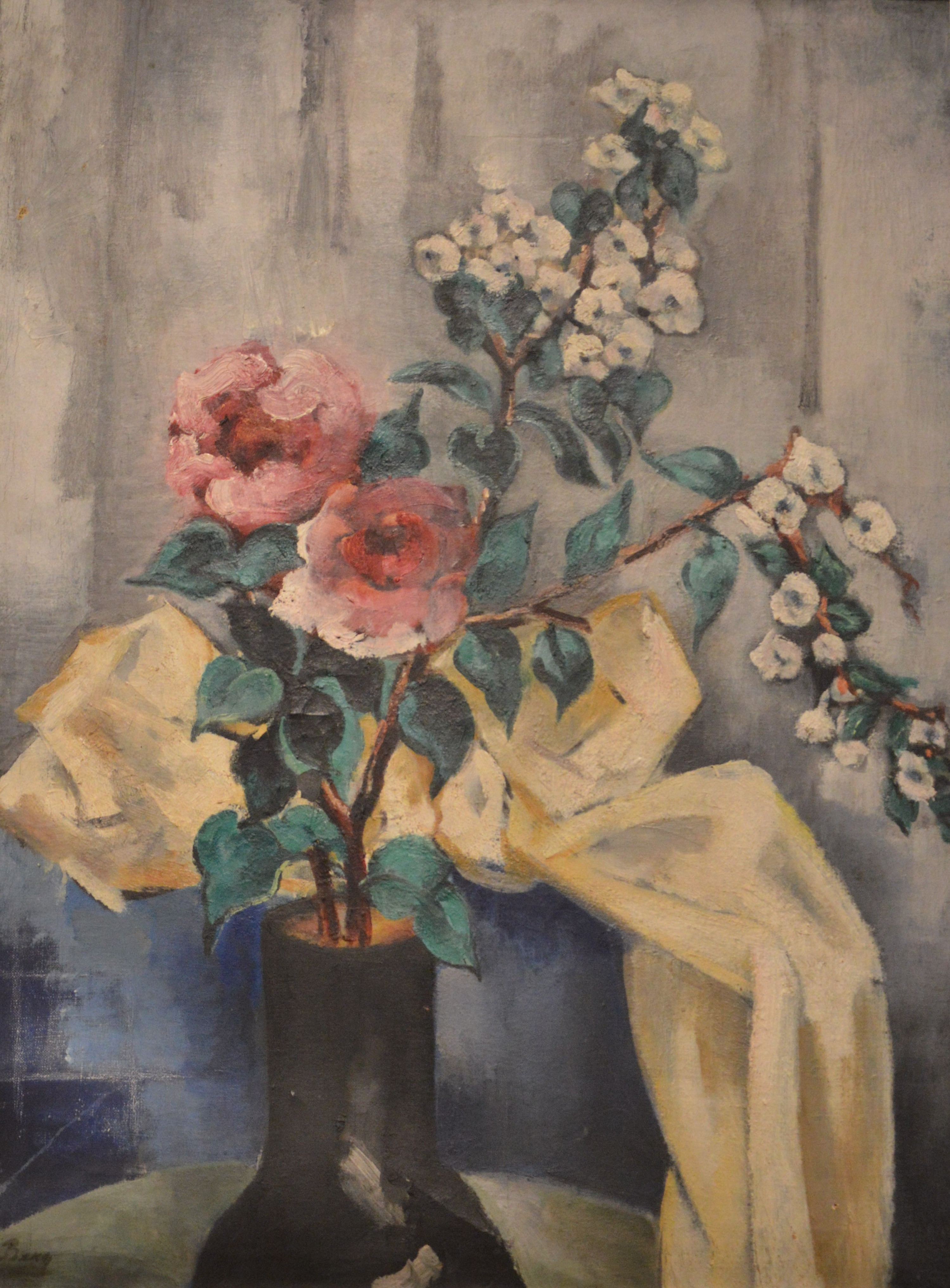
Bridal Bouquet (sans date)
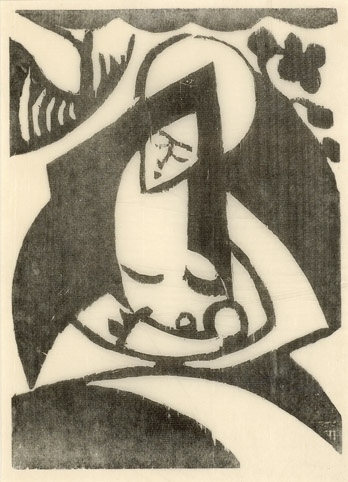
Moeder en kind (sans date)
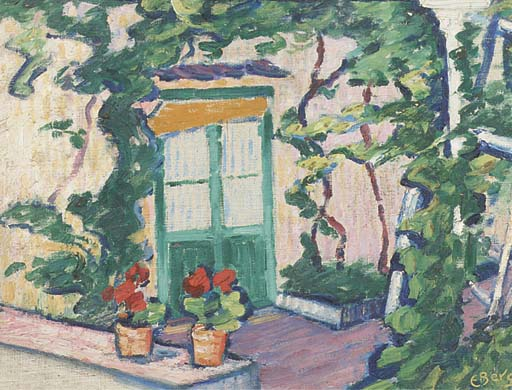
Osteria - Capri (1942 au plus tard)
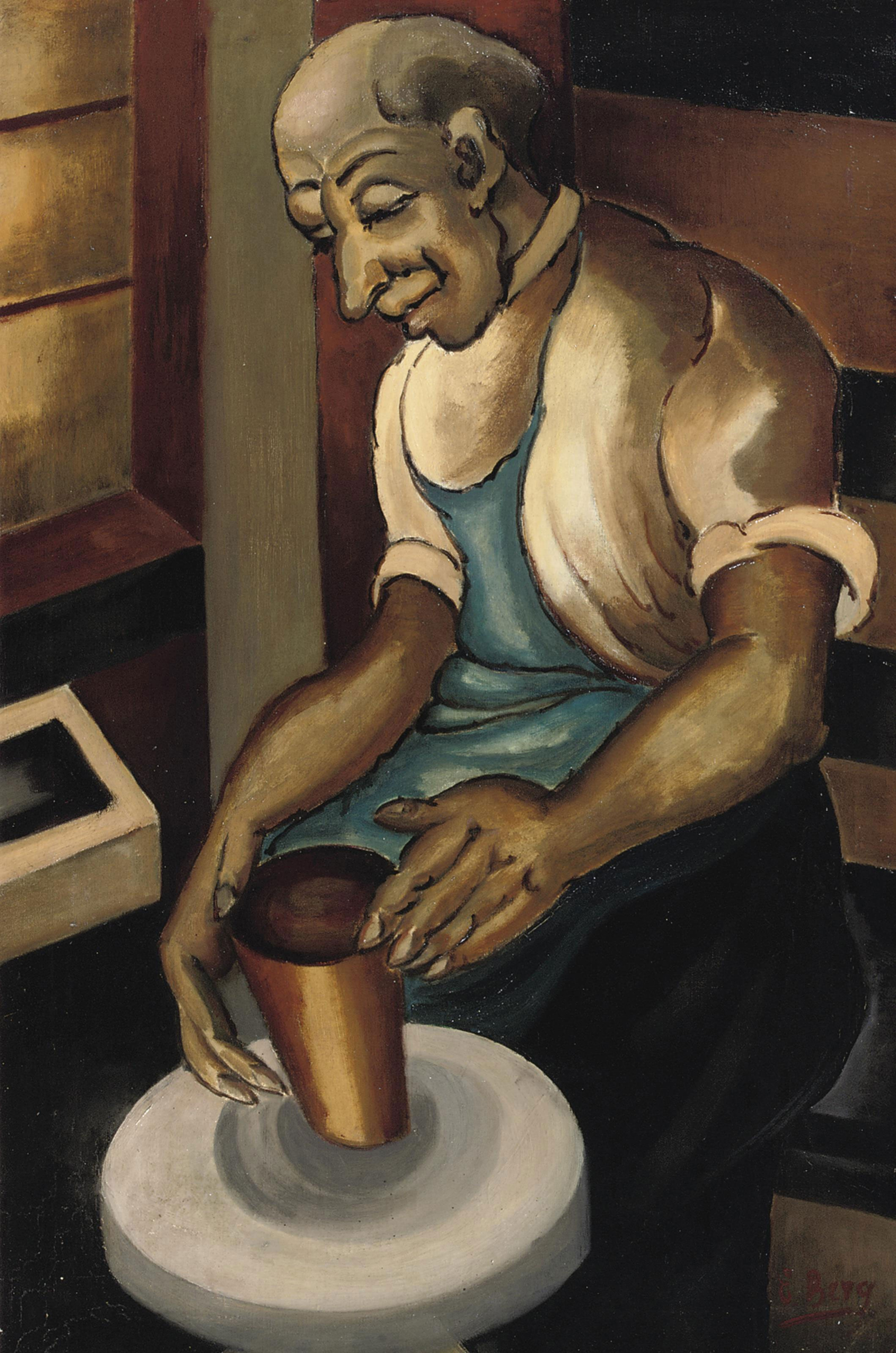
Potter (1942 au plus tard)